# Giải bóng đá Cúp Quốc gia 2001–02
Giải bóng đá Cúp Quốc gia 2001–02, tên gọi chính thức là Giải bóng đá Cúp Quốc gia - Samsung Cup 2001–02 vì lý do tài trợ, là mùa giải thứ 10 của Giải bóng đá Cúp Quốc gia do Liên đoàn bóng đá Việt Nam (VFF) tổ chức. Giải đấu khởi tranh vào ngày 3 tháng 11 năm 2001 và kết thúc vào ngày 19 tháng 5 năm 2002 với sự tham gia của 38 câu lạc bộ thuộc ba giải đấu chuyên nghiệp, hạng Nhất và hạng Nhì tại Việt Nam. Đây là năm đầu tiên tập đoàn Samsung trở thành nhà tài trợ chính cho giải đấu sau khi Công ty nước giải khát Pepsi-IBC rút lui.
Sông Lam Nghệ An đã giành chức vô địch sau khi đánh bại Thừa Thiên Huế với tỷ số 1–0 trong trận chung kết tại sân vận động Vinh, Nghệ An.

## Thể thức thi đấu
Ở ba vòng đầu tiên và trận chung kết, các đội được bắt cặp và thi đấu theo thể thức thi đấu loại trực tiếp một lượt trận. Ở vòng tứ kết và bán kết, các đội thi đấu hai lượt trận trên sân nhà và sân khách. Hiệp phụ (có áp dụng luật bàn thắng vàng) và loạt sút luân lưu được sử dụng để xác định đội thắng nếu cần thiết.

### Phân loại giải đấu
| Vòng đấu  | Số đội | Số đội bóng vào thẳng                                                          | Số đội bóng từ vòng đấu trước |
| --------- | ------ | ------------------------------------------------------------------------------ | ----------------------------- |
| Vòng 1    | 24     | 12 đội từ giải hạng Nhì 12 đội từ giải hạng Nhất                               | —                             |
| Vòng 2    | 20     | 10 đội từ giải Chuyên nghiệp 4 đội hạng Nhì được bốc thăm không phải đá vòng 1 | 6 đội hạng Nhì thắng vòng 1   |
| Vòng 3    | 16     | 6 đội hạng Nhất thắng vòng 1                                                   | 10 đội bóng thắng vòng 2      |
| Tứ kết    | 8      | —                                                                              | 8 đội thắng vòng 1/8          |
| Bán kết   | 4      | —                                                                              | 4 đội thắng vòng tứ kết       |
| Chung kết | 2      | —                                                                              | 2 đội thắng vòng bán kết      |

## Giải thưởng
Dưới đây là cơ cấu giải thưởng cho các đội thắng các vòng đấu tại Cúp Quốc gia 2001–02. Trong ba vòng đấu đầu tiên, đội khách nếu thắng sẽ được nhận nhiều tiền hơn so với đội chủ nhà.
| Vòng đấu | Tiền thưởng     | Tiền thưởng     |
| Vòng đấu | Đội nhà         | Đội khách       |
| -------- | --------------- | --------------- |
| Vô địch  | 400.000.000 VNĐ | 400.000.000 VNĐ |
| Á quân   | 200.000.000 VNĐ | 200.000.000 VNĐ |
| Bán kết  | 150.000.000 VNĐ | 150.000.000 VNĐ |
| Tứ kết   | 100.000.000 VNĐ | 100.000.000 VNĐ |
| Vòng 3   | 40.000.000 VNĐ  | 50.000.000 VNĐ  |
| Vòng 2   | 20.000.000 VNĐ  | 30.000.000 VNĐ  |
| Vòng 1   | 10.000.000 VNĐ  | 15.000.000 VNĐ  |

## Vòng 1
Các trận đấu diễn ra vào hai ngày 3 tháng 11 và ngày 4 tháng 11 năm 2001.
Ngày 3 tháng 11 năm 2001
| Đội 1      | TS     | Đội 2                          |
| ---------- | ------ | ------------------------------ |
| Quân khu 4 | 0 - 2  | Thanh niên Hà Nội              |
| Đắk Lắk    | 1 - 1* | Kon Tum                        |
| Quân khu 5 | 1 - 2  | Quảng Nam                      |
| Trà Vinh   | 2 - 0  | Bình Thuận                     |
| Quân khu 9 | 2 - 1  | Vạn Chinh                      |
| Sinhanco   | 2 - 5  | Bưu điện Thành phố Hồ Chí Minh |

*Trận đấu không thực hiện loạt sút luân lưu để phân thắng bại vì điều kiện ánh sáng không đảm bảo. Kon Tum giành quyền vào vòng ba nhờ bốc thăm. 
Ngày 4 tháng 11 năm 2001
| Đội 1      | TS                | Đội 2                 |
| ---------- | ----------------- | --------------------- |
| Bình Dương | 2 - 0             | Khánh Hòa             |
| Gia Lai    | 2 - 1             | Lâm Đồng              |
| Thanh Hóa  | 0 - 1             | ACB                   |
| Hải Quan   | 1 - 0             | Tiền Giang            |
| Cần Thơ    | 1 - 1 (p.đ. 3 -4) | Gạch Đồng Tâm Long An |
| Quân khu 7 | 0 - 2             | Đồng Tháp             |

## Vòng 2
Các trận đấu diễn ra vào ngày 10 tháng 11 năm 2001.
| Đội 1                         | TS    | Đội 2                          |
| ----------------------------- | ----- | ------------------------------ |
| Thanh niên Hà Nội             | 0 - 1 | Sông Lam Nghệ An               |
| Kon Tum                       | 0 - 2 | Thể Công                       |
| Nam Định                      | 1 - 0 | Quảng Nam                      |
| Công an Hải Phòng             | 3 - 1 | Quảng Ninh                     |
| Quân khu 3                    | 0 - 2 | Công an Hà Nội                 |
| Trà Vinh                      | 1 - 5 | Cảng Sài Gòn                   |
| Quân khu 9                    | 0 - 2 | Đà Nẵng                        |
| Thừa Thiên Huế                | 3 - 1 | Bưu điện Thành phố Hồ Chí Minh |
| Công an Thành phố Hồ Chí Minh | 2 - 0 | Đồng Nai                       |
| An Giang                      | 1 - 2 | Bình Định                      |

## Vòng 3
Các trận đấu diễn ra vào hai ngày 15 tháng 11 và ngày 17 tháng 11 năm 2001.
| 15 tháng 11 năm 2001 | Bình Định                                            | 2–3 (s.h.p.) | Công an Thành phố Hồ Chí Minh                      | Sân vận động Quy Nhơn, Bình Định                   |  |
|                      | - Văn Tâm 36' - Thành Lợi 50' (ph.đ.) - Cao Văn Dũng | Chi tiết     | - Zhao Shuang 41' - Hoài Linh 65' - Huỳnh Đức 103' | Lượng khán giả: 10.000 Trọng tài: Lương Trung Việt |  |

| 17 tháng 11 năm 2001 | Hoàng Anh Gia Lai | 1–0 (s.h.p.) | Thể Công | Sân vận động Pleiku, Gia Lai |  |
|                      | Văn Đàn 111'      | Chi tiết     |          |                              |  |

| 17 tháng 11 năm 2001 | Cảng Sài Gòn  | 1–2 (s.h.p.) | Hải Quan           | Sân vận động Thống Nhất, TP.HCM |  |
|                      | Musa Aliu 67' | Chi tiết     | Thanh Hải 49' 111' |                                 |  |

| 17 tháng 11 năm 2001 | ACB      | 1–0      | Nam Định |  |  |
|                      | Phúc Lâm | Chi tiết |          |  |  |

| 17 tháng 11 năm 2001 | Gạch Ðồng Tâm Long An | 1–0 (s.h.p.) | Đà Nẵng | Sân vận động Long An, Long An |  |
|                      | Ngọc Quang 118'       | Chi tiết     |         |                               |  |

| 17 tháng 11 năm 2001 | Đồng Tháp | 1–1 (s.h.p.) (4–5 p) | Thừa Thiên Huế | Sân vận động Cao Lãnh, Đồng Tháp |
|                      |           | Chi tiết             |                |                                  |

| 18 tháng 11 năm 2001 | Sông Lam Nghệ An | 4–0 | Bình Dương | Sân vận động Vinh, Nghệ An |
|                      | [                |     |            |                            |

| 18 tháng 11 năm 2001 | Công an Hà Nội | 1–0 | Công an Hải Phòng | Sân vận động Hà Nội, Hà Nội |
|                      | [              |     |                   |                             |

## Vòng tứ kết
Các trận đấu vòng tứ kết diễn ra vào hai ngày, lượt đi vào ngày 3 tháng 3 và lượt về vào ngày 9 tháng 3 năm 2002.
| Đội 1            | TTS   | Đội 2            | Lượt đi | Lượt về |
| ---------------- | ----- | ---------------- | ------- | ------- |
| Gia Lai          | 2 - 3 | Sông Lam Nghệ An | 2 - 2   | 0 - 1   |
| Công an Hà Nội   | 1 - 0 | ACB              | 1 - 0   | 0 - 0   |
| Long An          | 3 - 2 | Hải Quan         | 2 - 2   | 1 - 0   |
| Ngân hàng Đông Á | 2 - 2 | Thừa Thiên Huế*  | 2 - 1   | 0 - 1   |

*Thừa Thiên Huế đi tiếp nhờ luật bàn thắng sân khách.

## Vòng bán kết
Lượt đi diễn ra vào ngày 17 tháng 3 và lượt về vào ngày 24 tháng 3 năm 2002.

### Lượt đi
| 17 tháng 3 năm 2002 | Công an Hà Nội | 0 - 1    | Sông Lam Nghệ An | Sân vận động Hàng Đẫy, Hà Nội |  |
| 16:00               |                | Chi tiết | Quang Trường 52' |                               |  |

| 17 tháng 3 năm 2002 | Huế                       | 2 - 0    | Long An | Sân vận động Tự Do, Huế |  |
| 16:00               | Ayuk 39' · Quang Sang 92' | Chi tiết |         |                         |  |

### Lượt về
| 24 tháng 3 năm 2002 | Sông Lam Nghệ An       | 2 - 1 (TTS 3 - 1) | Công an Hà Nội | Sân vận động Vinh, Nghệ An |  |
| 16:00               | Lulenti 65' · Iddi 86' | Chi tiết          | Minh Hiếu 39'  |                            |  |

| 24 tháng 3 năm 2002 | Long An | 0 - 1 (TTS 0 - 3) | Huế                | Sân vận động Long An, Long An |  |
| 16:00               |         | Chi tiết          | Jung Min Hwang 72' | Lượng khán giả: 10.000        |  |

## Trận chung kết
| Sông Lam Nghệ An | 1–0                     | Thừa Thiên Huế |
| ---------------- | ----------------------- | -------------- |
| Văn Sỹ Thủy 69'  | Chi tiết Chi tiết (FPT) |                |

| Vô địch Cúp Quốc gia 2001-2002 Sông Lam Nghệ An Lần thứ nhất |